# Râul Bertea
Râul Bertea este un curs de apă afluent al râului Vărbilău. 

## Hărți
- Harta Județului Prahova
- Harta Muntii Grohotiș [nefuncțională – arhivă]